# Trần Hữu Tuấn Bách
Trần Hữu Tuấn Bách (sinh ngày 12 tháng 9 năm 1989) là một nam nhạc sĩ kiêm nhà soạn nhạc người Việt Nam. Anh đã sáng tác nhạc cho hơn 10 bộ phim từ năm 2014. 
Các tác phẩm tiêu biểu của anh bao gồm phần nhạc phim cho Cô gái đến từ hôm qua, Em và Trịnh ,  Tiệc trăng máu  và Cây táo nở hoa.

## Tiểu sử
Trần Hữu Tuấn Bách sinh năm 1989 tại Thành phố Hồ Chí Minh, Việt Nam trong một gia đình âm nhạc. Anh được học Piano từ khi lên 8 tuổi. Sau đó, Trần Hữu Tuấn Bách bắt đầu theo học chuyên ngành Piano chính quy tại Nhạc viện Thành phố Hồ Chí Minh, tốt nghiệp chương trình Trung cấp dài hạn năm 2009 và lấy bằng Cử nhân Piano năm 2014 với sự hướng dẫn của Thạc Sĩ Lê Hồ Hải . Anh đã tham gia các chương trình biểu diễn Piano Festival được tổ chức tại Nhạc viện Thành phố Hồ Chí Minh.

## Sự nghiệp
Trần Hữu Tuấn Bách có niềm đam mê đặc biệt cho nhạc không lời từ nhỏ, anh đã dành nhiều thời gian nghiên cứu về nhạc không lời nói chung và nhạc phim nói riêng. Năm 18 tuổi, Trần Hữu Tuấn Bách cho ra những bản sáng tác khí nhạc đầu tay của mình.
Năm 2010, anh bắt đầu bước vào ngành soạn nhạc cho phim và sáng tác nhạc cho một số phim ngắn.
Năm 2015, anh soạn nhạc cho Em là bà nội của anh, là bộ phim đầu tay của đạo diễn Phan Gia Nhật Linh và cũng là bộ phim điện ảnh Việt Nam ăn khách vào thời điềm đó.
Năm 2020, Trần Hữu Tuấn Bách tham gia soạn nhạc cho phim Tiệc trăng máu của đạo diễn Nguyễn Quang Dũng, được công chúng dành nhiều lời khen cho phần âm nhạc.
Năm 2023, anh cùng nhạc sĩ Đức Trí nhận giải Cánh diều vàng 2023 cho hạng mục "Âm nhạc xuất sắc" trong phim Em và Trịnh.

## Phim soạn nhạc

### Phim điện ảnh
| Năm  | Phim                     | Đạo diễn           | Chú thích                                 |
| ---- | ------------------------ | ------------------ | ----------------------------------------- |
| 2014 | Ngủ với hồn ma           | Bá Vũ              |                                           |
| 2015 | Em là bà nội của anh     | Phan Gia Nhật Linh |                                           |
| 2017 | Bạn gái tôi là sếp       | Hàm Trần           |                                           |
| 2017 | Cô gái đến từ hôm qua    | Phan Gia Nhật Linh |                                           |
| 2018 | Yêu em bất chấp          | Văn Công Viễn      |                                           |
| 2018 | Mặt trời con ở đâu       | Nguyễn Hữu Tuấn    |                                           |
| 2019 | Anh thầy ngôi sao        | Đức Thịnh          |                                           |
| 2019 | Anh trai yêu quái        | Vũ Ngọc Phượng     |                                           |
| 2019 | Những cánh én đầu tiên   | Lê Nguyên Bảo      |                                           |
| 2020 | Bằng chứng vô hình       | Trịnh Đình Lê Minh |                                           |
| 2020 | Đỉnh mù sương            | Phan Anh           |                                           |
| 2020 | Tiệc trăng máu           | Nguyễn Quang Dũng  |                                           |
| 2022 | Em và Trịnh              | Phan Gia Nhật Linh |                                           |
| 2023 | Chị chị em em 2          | Vũ Ngọc Đãng       |                                           |
| 2023 | Biệt đội rất ổn          | Tạ Nguyên Hiệp     |                                           |
| 2024 | Án mạng lầu 4            | Nguyễn Hữu Tuấn    | cùng với Lý Trang                         |
| 2024 | Móng vuốt                | Lê Thanh Sơn       |                                           |
| 2024 | Cô dâu hào môn           | Vũ Ngọc Đãng       |                                           |
| 2025 | Bộ tứ báo thủ            | Trấn Thành         | cùng với Nguyễn Hoàng Anh, Khuất Duy Minh |
| 2025 | Lật mặt 8: Vòng tay nắng | Lý Hải             | cùng với Khuất Duy Minh, Nguyễn Hoàng Anh |

### Phim truyền hình
| Năm  | Phim                | Đạo diễn                        |
| ---- | ------------------- | ------------------------------- |
| 2013 | Bếp hát             | Phan Gia Nhật Linh, Danny Đỗ    |
| 2021 | Cây táo nở hoa      | Võ Thạch Thảo                   |
| 2023 | Hoa vương           | Đỗ Phú Hải, Hoàng Trần Minh Đức |
| 2023 | Yêu trước ngày cưới | Võ Thạch Thảo                   |

## Giải thưởng và Đề cử
| Giải thưởng                        | Hạng mục          | Tác phẩm          | Kết quả   | Chú thích                 |
| ---------------------------------- | ----------------- | ----------------- | --------- | ------------------------- |
| Giải thưởng Ngôi Sao Xanh 2019     | Sáng tạo xuất sắc | Anh thầy ngôi sao | Đề cử     | cùng với Nguyễn Hải Phong |
| Giải thưởng Ngôi Sao Xanh 2020     | Sáng tạo xuất sắc | Tiệc trăng máu    | Đề cử     | [ 13 ]                    |
| Giải Cánh diều vàng 2023           | Âm nhạc xuất sắc  | Em và Trịnh       | Đoạt giải | cùng với Đức Trí          |
| Liên hoan phim Việt Nam lần thứ 23 | Âm nhạc xuất sắc  | Em và Trịnh       | Đề cử     | cùng với Đức Trí          |